# Violet et Daisy
Pour plus de détails, voir Fiche technique et Distribution.
Violet et Daisy (en anglais : Violet and Daisy), est un film d'action américain écrit, produit et réalisé par Geoffrey S. Fletcher et mettant en vedette Saoirse Ronan et Alexis Bledel.

## Synopsis
L'histoire de Daisy (Saoirse Ronan) et son voyage violent à New York comme une tueuse à gage avec sa partenaire dans le crime, sa meilleure amie Violet (Alexis Bledel), qui acceptent une mission, qui semble être facile, lorsqu'un évènement inattendu chamboule leur plan.

## Distribution
Légende : VQ = Version Québécoise

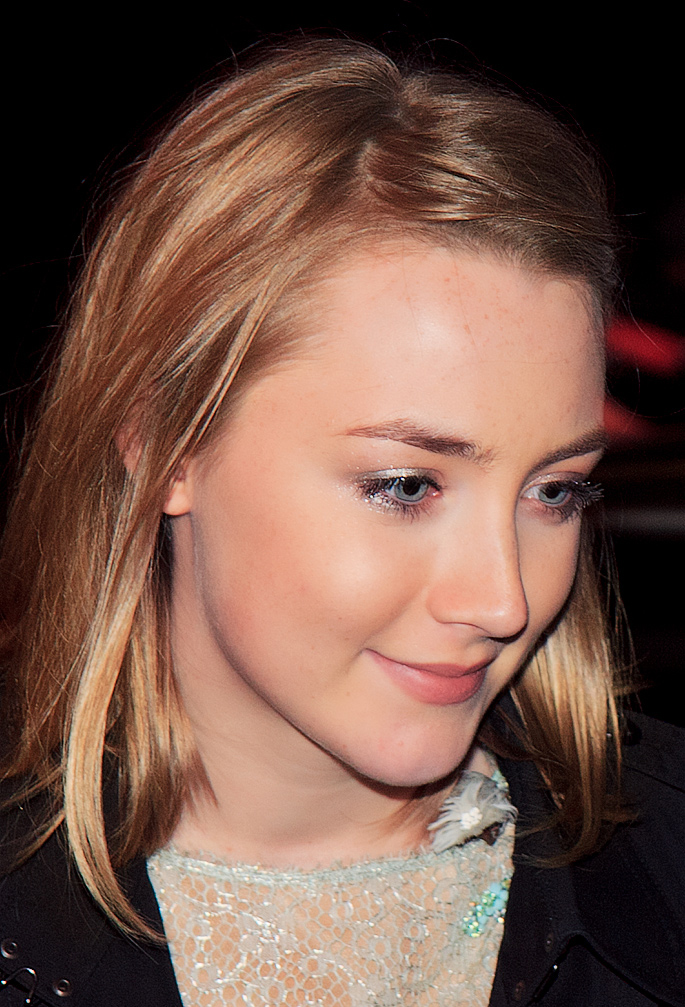
L'actrice principale Saoirse Ronan à la première du film au Festival International du film de Toronto 2011.

- Saoirse Ronan (VQ : Charlotte Mondoux) : Daisy
- Alexis Bledel (VQ : Geneviève Désilets) : Violet
- Marianne Jean-Baptiste : Iris
- Danny Trejo (VQ : Manuel Tadros) : Russ
- James Gandolfini (VQ : Benoit Rousseau) : Michael
- Tatiana Maslany : April
- Lynda Gravatt : Dolores
- Cody Horn : Barbie Sunday
- John Ventimiglia : Homme #1
- Cassidy Hinkle : June (non-créditée)
- Vesta Tuckute : Annie (non-créditée)